# 德維爾齊 (索卡爾區)
50°13′47″N 24°4′52″E / 50.22972°N 24.08111°E
德維爾齊（烏克蘭語：Двірці），是烏克蘭西部的村莊，隸屬利維夫州的舍普季茨基區。該村面積3.24平方公里，海拔高度206米，2021年人口906，人口密度每平方公里300.52人。